# Cispius (genre)
Pour les articles homonymes, voir Cispius.
Genre
Synonymes
- Cispiomma Roewer, 1955

Cispius est un genre d'araignées aranéomorphes de la famille des Pisauridae.

## Distribution
Les espèces de ce genre se rencontrent en Afrique subsaharienne.

## Liste des espèces
Selon World Spider Catalog (version 17.0, 02/05/2016) :
- Cispius affinis Lessert, 1916
- Cispius bidentatus Lessert, 1936
- Cispius kimbius Blandin, 1978
- Cispius maruanus (Roewer, 1955)
- Cispius problematicus Blandin, 1978
- Cispius simoni Lessert, 1915
- Cispius strandi Caporiacco, 1947
- Cispius thorelli Blandin, 1978
- Cispius variegatus Simon, 1898

## Publication originale
- Simon, 1898 : Histoire naturelle des araignées. Paris, vol. 2, p. 193-380 (texte intégral).